# Дедал
Деда́л (грец. Δαίδαλος) — персонаж давньогрецької міфології, нащадок Ерехтея, славетний скульптор і будівничий, винахідник різних будівельних інструментів.

## Переказ про Дедала
Ім'я Дедала первісно було епітетом Гефеста. В Афінах уже в історичний час існував рід (до нього належав Сократ), що виводився від Дедала. Свого небожа й учня Пердіка (варіант: Тала) Дедал скинув з Акрополя за те, що він винайшов досконаліші будівельні інструменти. Засуджений ареопагом на вигнання, Дедал утік до Криту. Тут для жінки царя Міноса Пасіфаї зробив дерев'яну корову, аби вона, влізши всередину її, задовольнила свою хтиву пристрасть до бика, за наказом царя спорудив лабіринт для потвори Мінотавра. Дедал дав Аріадні клубок ниток, що допоміг Тесеєві вибратися з лабіринту. Переслідуваний Міносом, утік з Криту, піднявшись у повітря на штучних крилах, які сам зробив собі й синові Ікару, й щасливо опустився в царстві Кокала на Сицилії.
Мінос, переслідуючи Дедала, теж прибув до Сицилії. Дочки Кокала, що закохалися в Дедала, вбили Міноса. Дедал помер у Сицилії (варіант: у Сардинії). За іншим переказом, Дедал з Тесеєм повернувся з Криту до Афін. На Криті міф про Дедала пустив глибоке коріння. Тут уперше розквітло мистецтво деревориту, яке розвивали так звані Дедаліди. З Криту це мистецтво перенесли до Сікіону Денес та Скіпп.
В «Іліаді» (XVIII, 591) згадується дереворит, що його Дедал зробив для Аріадни. Павсаній твердить, що бачив цю роботу на мармуровому барельєфі. Дедал начебто перший почав виготовляти дерев'яні статуї богів, подібні до мармурових статуй класичного періоду. У численних святилищах зберігалися дерев'яні скульптури богів, які вважалися творами Дедала. У різних місцевостях існували споруди, будування яких приписане будівничому критського лабіринту. Оскільки ці старожитності репрезентували різні ступені розвитку мистецтва (починаючи від грубих та примітивних спроб художньої творчості), вони, очевидно, не могли належати не тільки одному митцеві, а й навіть одній епосі.
Саме ймення Дедал (дієслово daidalein — «робити по-мистецькому») наводить на думку, що тут ідеться не про оповиту легендами історичну особу. Створена фантазією постать Дедала символізує успіхи, досягнуті кількома поколіннями митців від глибокої давнини до VI ст. до н. е. У цьому міфі відбито давню мрію людини про опанування повітряного простору.

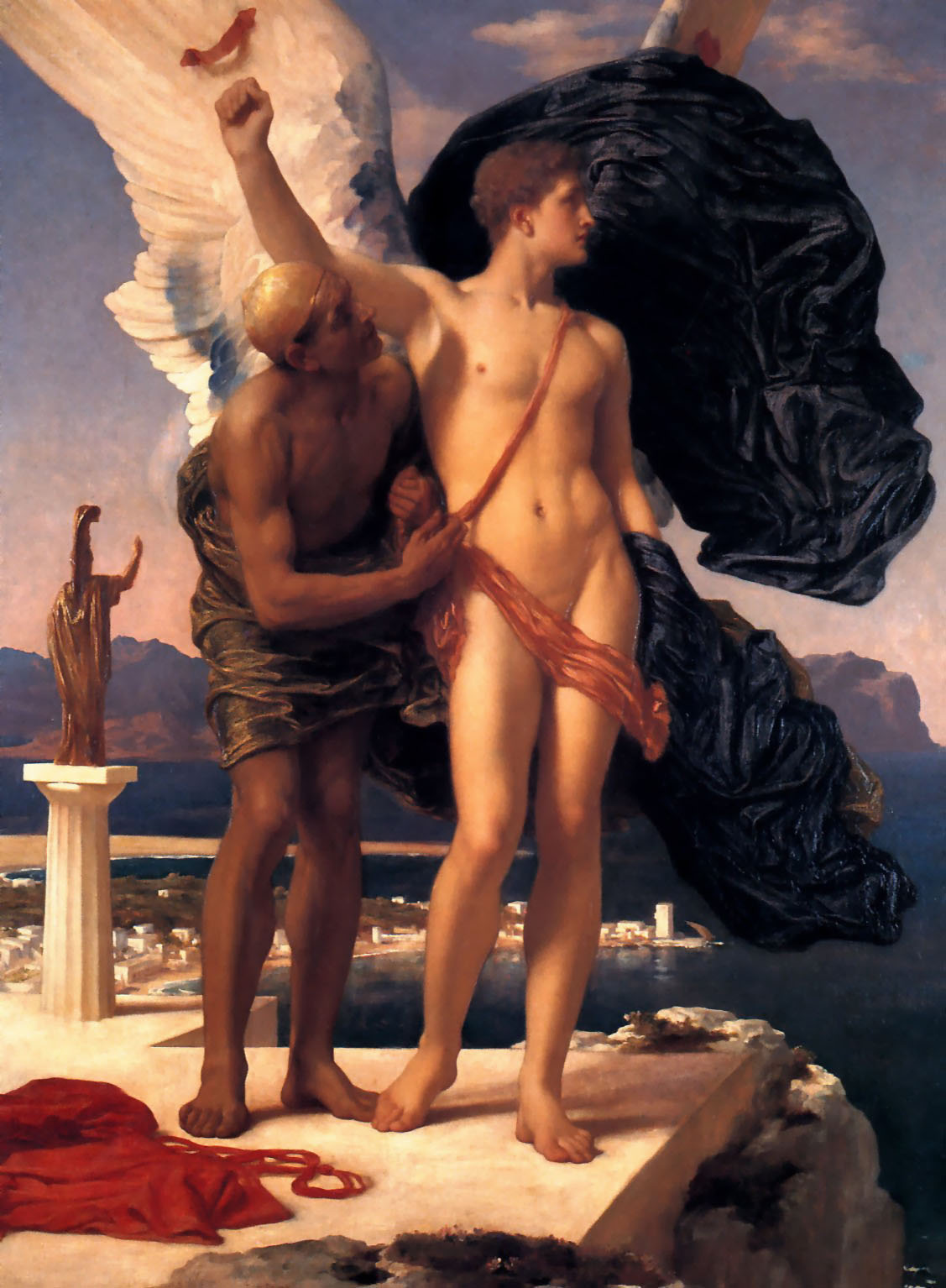
Дедал та Ікар, Фредерік Лейтон

З античних часів збереглися сцени, що зображують приготування Дедала й Ікара до польоту (фреска в Помпеях тощо). Мотиви міфу зустрічаються в живописі (Я. Тінторетто, X. Боль, П. П. Рубенс, Шарль Лебрен), літературі (Й. В. Ґете, В. Брюсов), музиці (І. Маркевич, П. Санкан, Б. Сегін).